# Union, Mississippi
Union är en kommun (town) i Neshoba County, och Newton County, i Mississippi. Vid 2010 års folkräkning hade Union 1 988 invånare.

## Kända personer från Union
- Trent Kelly, politiker